# Donald Phillip Verene
Donald Phillip Verene (* 24. Oktober 1937 in Galesburg, Illinois) ist ein US-amerikanischer Philosoph und Professor an der Emory University in Atlanta, Georgia.

## Leben und Wirken
Verene promovierte 1964 an der Washington University und war von 1982 bis 1988 Dekan des Department für Philosophie an der Emory University. Zu seinen Arbeitsschwerpunkten zählen die Kulturphilosophie und Metaphysik, die Beziehungen von Philosophie zu Literatur und Rhetorik, sowie historisch der Deutsche Idealismus und der italienische Humanismus. Verene hat sich dabei insbesondere mit Ernst Cassirer, Georg Wilhelm Friedrich Hegel und Giambattista Vico beschäftigt. Er hat an die zwölf Bücher und 200 Artikel publiziert.

## Werke
- Publikationsliste (PDF; 715 kB)